# 威尼斯元老院
威尼斯元老院威尼斯共和国主要的议事和立法机构，最初起源于威尼斯大议会选出的60人专门委员会，主要处理涉及税收、商务、外交和军事行动。最初的重要性不及四十人议会，后来重要性超过了四十人议会。